# Kazuaki Kiriya
Kazuaki Kiriya (紀里谷 和明, Kiriya Kazuaki), nascut el 20 d'abril de 1968, és un fotògraf japonès i director de pel·lícules i vídeos musicals. El seu nom de naixement és Kazuhiro Iwashita (岩下 和裕, Iwashita Kazuhiro). Està representat per Paradigm Agency.

## Primers anys i carrera professional
El 1983, en el seu segon any de batxillerat, es va traslladar als Estats Units. Va assistir a Cambridge High School i Northfield Mount Hermon School a Massachusetts i després a l'Escola d'Entorns Construïts a Parsons The New School for Design a Nova York. Al principi, com a estudiant, pretenia entrar al món empresarial, però a través de l'experiència de veure el plaer dels altres quan es comunicava a través del dibuix en moments en què l'anglès li fallava, va arribar a estar més orientat cap al món de l'art. A partir de 1994, es va involucrar en el disseny de portades d'àlbums, la fotografia i la direcció de vídeos musicals per a molts artistes de gravació com Hikaru Utada, SMAP, The Back Horn, Mr. Children, Misia, Southern All Stars, GLAY, i Ayumi Hamasaki.
Kiriya va fer el seu debut al llargmetratge el 2004, escrivint i dirigint l'ambiciosa acció en viu adaptació cinematogràfica de Casshan. La pel·lícula va ser una de les primeres a rodar en un backlot digital. El 2009, va escriure i dirigir la seva segona pel·lícula, Goemon (una èpica fantàstica basada en la vida d'Ishikawa Goemon), en la qual també va aparèixer en un cameo. com Akechi Mitsuhide. El 2015, Kiriya va dirigir la seva primera pel·lícula en anglès, Last Knights, una reimaginació de la llegenda dels quaranta-set ronin.

## Vida personal
Kiriya és un vegetarià. Va estar casat amb l'artista pop japonesa Hikaru Utada des del 6 de setembre de 2002 fins a es van divorciar el 2 de març de 2007.

## Filmografia

### Pel·lícules
| Any  | Títol                     | Director | Escriptor | Productor | DoP | Editor | Actor |
| ---- | ------------------------- | -------- | --------- | --------- | --- | ------ | ----- |
| 2004 | Casshern                  | Sí       | Sí        | No        | Sí  | Sí     | No    |
| 2009 | Goemon                    | Sí       | Sí        | Sí        | Sí  | Sí     | Sí    |
| 2015 | Last Knights              | Sí       | No        | Sí        | No  | No     | No    |
| 2023 | From the End of the World | Sí       | Sí        | No        | No  | No     | No    |

### Vídeos musicals
| Any  | Artista           | Cançó                                                                      |
| ---- | ----------------- | -------------------------------------------------------------------------- |
| 2000 | The Back Horn     | "Fūsen" (風船, "Balloon")                                                  |
| 2001 | The Back Horn     | "Sora, Hoshi, Umi no Yoru" (空、星、海の夜, "Night of Sky, Stars and Sea") |
| 2001 | The Back Horn     | "Hitorigoto" (ひとり言, "Soliloquy")                                       |
| 2001 | Shunsuke Nakamura | "Yuki ga Tokeru Mae ni..." (雪がとける前に･･･, "Before the Snow Melts...") |
| 2001 | Hikaru Utada      | "Final Distance"                                                           |
| 2001 | Hikaru Utada      | "Traveling"                                                                |
| 2002 | Hikaru Utada      | "Hikari"                                                                   |
| 2002 | Hikaru Utada      | "Sakura Drops"                                                             |
| 2002 | Hikaru Utada      | "Deep River"                                                               |
| 2004 | Hikaru Utada      | "Dareka no Negai ga Kanau Koro"                                            |
| 2005 | Hikaru Utada      | "You Make Me Want to Be a Man"                                             |
| 2005 | Hikaru Utada      | "Be My Last"                                                               |
| 2005 | Hikaru Utada      | "Passion"                                                                  |
| 2006 | Hikaru Utada      | "Keep Tryin'"                                                              |
| 2006 | Glay              | "Koi" (恋, "Love")                                                         |